# Марчук, Георгий Васильевич
Гео́ргий Васи́льевич Марчу́к (1 января 1947, Давид-Городок — 23 августа 2023) — белорусский писатель, редактор, сценарист, драматург. Лауреат Государственной премии Беларуси (1996). Член Союза писателей СССР (1983).

## Биография
Родился в Давид-Городке, родители писателя умерли рано, воспитывала писателя его бабушка.
Пытался поступить во Всесоюзный университет кинематографии, но безуспешно.
По приезде на родину работал директором кинематографического кружка при Доме культуры в Давид-Городке.
Окончил Белорусский театрально-художественный институт (1973), Высшие курсы сценаристов и режиссёров (1975).
В 1969 году переехал в Минск и работал главным редактором киностудии «Беларусьфильм», директором издательства «Мастацкая літаратура». Секретарь Союза писателей Беларуси, Общественного совета по нравственности, созданного в Беларуси в 2009 году.
В 2009 году Георгий Марчук был номинирован на Нобелевскую премию.
Был женат. Имел дочь.
Скончался 23 августа 2023 года на 77-м году жизни.

## Творчество
Автор 8 романов, 50 пьес, книги сказок для детей, произведения Георгия Марчука переведены на ряд языков СНГ и дальнего зарубежья (русский, английский, украинский, литовский, болгарский, казахский, польский, македонский).

### Романы
- бел. «Крык на хутары» («Крик на хуторе») (1983)
- бел. «Прызнанне ў забойстве» («Признание в убийстве») (1985)
- бел. «Кветкі правінцыі» («Цветы провинции») (1986)
- бел. «Вочы і сон» («Глаза и сон») (1990)
- бел. «Сава Дым і яго палюбоўніцы» («Савва Дым и его любовницы») (1990)
- бел. «Год дэманаў» («Год демонов») (1993)
- бел. «Без ангелаў» («Без ангелов») (1993)

### Сказки
- бел. «Жылі-былі дзед Васільчык і баба Кацярына» («Жили-были дед Васильчик и бабка Катерина») (1986)
- бел. «Дзікая груша : Казкі» («Дикая груша : Сказки») (2000)

### Пьесы
- бел. «Вяселыя, бедныя, багатыя : Камедыі» («Весёлые, бедные, богатые : Комедии») (1998)

### Сборники
- бел. «Голас і слова : Афарызмы» («Голос и слово : Афоризмы») (2002)
- бел. «Урсула : Навелы кахання» («Урсула : Новеллы любви») (2003)
- бел. «Кветкі правінцыі : Раманы, навелы, афарызмы» («Цветы провинции : Романы, новеллы, афоризмы») (2004)
- бел. «Казкі, п'есы, навелы» («Сказки, пьесы, новеллы») (2009)
- бел. «Чужое багацце : казкі, п'есы, навелы» («Чужое богатство : сказки, пьесы, новеллы») (2012)

### На русском языке
- Марчук, Г. От полуночи до рассвета : сборник одноактных пьес / Г. Марчук. — Минск : Полымя, 1981. — 160 с.
- Марчук, Г. Крик на хуторе : романы / Г. Марчук; пер. с бел. — Москва : Советский писатель, 1989. — 491 с.
- Марчук, Г. Сказки / Г. Марчук. — Минск : Полымя, 1996. — 206 с.
- Марчук, Г. Хаос : Новеллы / Г. Марчук; пер. с бел. — Минск : Полымя, 1997. — 315 с.
- Марчук, Г. Менелай, Елена и Парис ; Орест и Кассандра : Трагедии / Г. Марчук; пер. с бел. — Минск : УП «Технопринт», 2003. — 121 с.
- Марчук, Г. Крик на хуторе : роман / Г. Марчук; пер. с бел. В. Щедриной. — Минск : Союз писателей Беларуси, 2007. — 444 с.
- Марчук, Г. Сладкие слезы : дневник / Г. Марчук; пер. с бел. — Минск : Адукацыя і выхаванне, 2006.
- Марчук, Г. Без ангелов : роман / Г. Марчук. — Минск : Современная школа, 2009. — 222 c.
- Марчук, Г. Нестерка : сказки / Г. Марчук. — Минск : Современная школа, 2010. — 93 с.
- Марчук, Г. Цветы провинции : роман / Г. Марчук. — Минск : Современная школа, 2010. — 314 с.
- Марчук, Г. Глаза и сон : роман / Г. Марчук; пер. с бел. — Минск : Букмастер, 2011. — 251 с.
- Марчук, Г. Доброе сердце : 50 сказок / Г. Марчук. — Минск : Асар, 2012. — 343 с.
- Марчук, Г. Голос и слово : афоризмы, размышления / Г. Марчук; пер. с бел. автора. — Минск : Четыре четверти, 2012. — 66 с.

## Фильмография

### Сценарист
- 1985 — «Деревенский эрудит»
- 1988 — «Приглашение»
- 1990 — «Возвращение Забейды-Сумитского» (документальный)
- 2006 — «Письмо Феллини»
- 2009 — «Райские яблоки»

### Автор сюжета
- 1994 — «Цветы провинции»

### Роли в кино
- 1980 — «Амнистия» — Потерпевший

## Награды
- Медаль Российской академии словесности «Ревнителю просвещения».